# 22-га добровольча кавалерійська дивізія СС «Марія Терезія»
22-га добровольча кавалерійська дивізія СС «Марія Терезія» (нім. 22. SS-Freiwilligen Kavallerie-Division) — кавалерійська дивізія у складі військ Ваффен-СС, що брала участь у бойових діях на Східному фронті під час Другої світової Війни. Дивізія комплектувалася переважно призовниками фольксдойче з королівської угорської армії, які були передані до військ СС згідно з угодою між Німеччиною та Угорщиною. У публікаціях дивізія широко відома під ім'ям «Марія-Терезія», хоча документів, які б підтверджували цю назву, не знайдено.

## Історія
Дивізія була сформована 29 квітня 1944 року з угорських добровольців. Названа на честь австрійської імператриці Марії Терезії (1717—1780 рр.).
Основою дивізії став 17-й кавалерійський полк з 8-ї кавалерійської дивізії СС «Флоріан Гайер». Два інших полку були створені з угорців, угорських фольксдойче (етнічних німців, які проживали за межами Німеччини) і угорських русинів. Дивізія формувалася в угорських містах Кісбер, Гайорі і Будапешті.
У вересні 1944 року 17-й і 52-й кавалерійські полки разом з 22-м артилерійським полком брали участь в оборонних боях проти радянських військ на північ від міста Арад в Трансільванії.
У листопаді 1944 року «Марія Терезія» була введена у склад 9-го гірського корпусу СС, разом з яким відступила в Будапешт. Після остаточного оточення міста 24 грудня в дивізії налічувалося близько 8000 осіб, які брали участь в обороні острова Чепель на Дунаї і в усіх спробах прориву з оточення. У ніч на 12 лютого 1945 в результаті атаки на позиції радянської 180-ї дивізії, частини гарнізону вдалося вирватися з оточеного міста. Втративши дивізійного командира, до німецьких позицій прорвалося лише 624 кавалериста СС.
Залишки дивізії були об'єднані з запасними частинами і склали т. зв. бойову групу «Амейсер», що стала основою 37-ї добровольчої дивізії СС «Лютцов».
Навесні 1945 року ця група разом з 6-ю танковою армією СС вела бойові дії на території Австрії, брала участь в обороні Відня і в травні здалася у Зальцбурга американським військам.

## Райони бойових дій
- Угорщина (квітень — жовтень 1944);
- Румунія (жовтень — листопад 1944);
- Угорщина (листопад 1944 — лютий 1945).

## Командири дивізії
- СС-бригадефюрер та генерал-майор Ваффен-СС Август Цеендер (21 квітня 1944 — 11 лютого 1945)

### Підпорядкованість
| Час       | Корпус               | Армія | Група армій (округ)            | Штаб     |
| --------- | -------------------- | ----- | ------------------------------ | -------- |
| 1944      |                      |       |                                |          |
| вересень  | —                    | —     | Група армій «Південна Україна» | Угорщина |
| жовтень   | III тк               | 6 А   | Група армій «Південь»          | Угорщина |
| листопад  | III тк               | 6 А   | Група армій «Південь»          | Будапешт |
| 13 грудня | IX хорватський гк СС | 6 А   | Група армій «Південь»          | Будапешт |
| 1945      |                      |       |                                |          |
| 1 січня   | IX хорватський гк СС | 6 А   | Група армій «Південь»          | Будапешт |

## Склад дивізії
- 52-й кавалерійський полк СС
- 53-й кавалерійський полк СС
- 54-й кавалерійський полк СС
- 22-й артилерійський полк СС
- 22-й самохідний розвідувальний батальйон СС
- 22-й протитанковий батальйон СС
- 22-й батальйон штурмових гармат СС
- 22-й зенітний дивізіон СС
- 22-й саперний батальйон СС
- 22-й батальйон зв'язку СС
- 22-й резервний батальйон СС
- 22-й санітарний батальйон СС

## Нагороджені Лицарським хрестом Залізного хреста
За час існування дивізії 5 осіб її особового складу були нагороджені Лицарським хрестом Залізного хреста.

### Лицарський хрест Залізного хреста (4)
- Антон Амайзер — СС-штурмбанфюрер, командир 52-го кавалерійського полку СС (1 листопада 1944)
- Пауль Райсманн — СС-обершарфюрер, командир 4-го ескадрону 17-го кавалерійського полку СС (16 листопада 1944)
- Антон Вандікен — СС-гауптштурмфюрер, командир 6-ї роти 52-го кавалерійського полку СС (26 грудня 1944)
- Вернер Далльманн — СС-унтерштурмфюрер, ад'ютант 53-го кавалерійського полку СС (17 січня 1945)

### Лицарський хрест Залізного хреста з Дубовим листям (1)
- Август Цеендер — СС-бригадефюрер та генерал-майор Ваффен-СС, командир 22-ї добровольчої кавалерійської дивізії СС «Марія Терезія» (1 лютого 1945)

## Славетні військовослужбовці дивізії
- СС-штурмбанфюрер Карл-Гайнц Кейтель (нім. Karl-Heinz Keitel) — син начальника штабу Верховного головнокомандування збройними силами Німеччини, генерал-фельдмаршала Вільгельма Кейтеля.

## Відео
- 22nd SS Freiwilligen Kavallerie Division «Maria Theresa»